# Ocotea leptobotra
Ocotea leptobotra là loài thực vật có hoa trong họ Nguyệt quế. Loài này được (Ruiz & Pav.) Mez miêu tả khoa học đầu tiên năm 1889.